# Яланка
Яла́нка, Яланець — річка в Україні, в межах Томашпільського та Ямпільського районів Вінницької області. Права притока Марківки (басейн Дністра). 

## Опис
Довжина 34 км, площа водозбірного басейну 227  км². Похил річки 5,3 м/км. Долина V-подібна, завширшки 0,5 км. Заплава двостороння, завширшки до 30—60 м, у пониззі до 150 м. Річище помірно звивисте. Використовується на сільськогосподорські потреби. 
Притоки: Шахтанія (права); Журавка, Струмок Галайка (ліві). 

## Розташування
Яланка бере початок на північний схід від села Яланця, в Нетребівськім лісі. Тече спершу на південний захід, у середній та нижній течії — на південь і (частково) південний схід. Впадає до Марківки в межах села Підлісівки.
Протікає через села: Яланець, Ратуш, Качківка, Підлісівка.